# Nissan Pathfinder
El Nissan Pathfinder fue originalmente un vehículo utilitario SUV compacto, aunque hoy en día se define como de tamaño medio. Considerando que el Pathfinder se diseñó para venderse en América del Norte, el nombre fue introducido por primera vez a finales de 1986 para el mercado de Norteamérica, aunque en el resto del mundo el vehículo se conoce como Terrano (no confundir con el Terrano II, modelo posterior diseñado para el mercado Europeo, y que también se denominó Terrano durante algún tiempo).  Este modelo, Terrano, fue introducido en el mercado Panameño en diciembre de 1986.  La primera generación Pathfinder / Terrano tenía la plataforma conocida como WD21; la segunda generación fue la plataforma R50, y la tercera generación se la conoce como R51. El Pathfinder es ligeramente más pequeño que el Nissan Armada y que el Patrol, y más grande que el Murano, mientras que su precio se encuentra entre el del Xterra y el del Murano. El Pathfinder busca competir con el japonés Toyota 4Runner, así como con los Mitsubishi Montero Sport, Isuzu Rodeo, Honda Passport, y Ford Explorer entre otros.

## Primera generación WD21 (1986-1996)
La primera generación del Pathfinder para América del Norte vino en dos diferentes chasis y compartía el estilo y la mayoría de los componentes con el camión Nissan Hardbody. Construido sobre un chasis de "tipo escalera", el Nissan Pathfinder fue la respuesta al S-10 Blazer, al Ford Explorer, al Jeep Cherokee y a otros vehículos no americanos como el SUV Toyota 4Runner, el Isuzu Trooper, el Mitsubishi Montero, o el Mercedes-Benz Clase G. Estaba disponible en dos configuraciones: 2WD y 4WD (2 y 4 ruedas motrices). En los EE. UU., entre 1.986 y 1989 solo estuvo disponible la versión de dos puertas; sin embargo, a principios de 1990, estaba ya disponible la versión de cuatro puertas, siendo muy pocos los Pathfinder de dos puertas que se comercializaron en 1990.

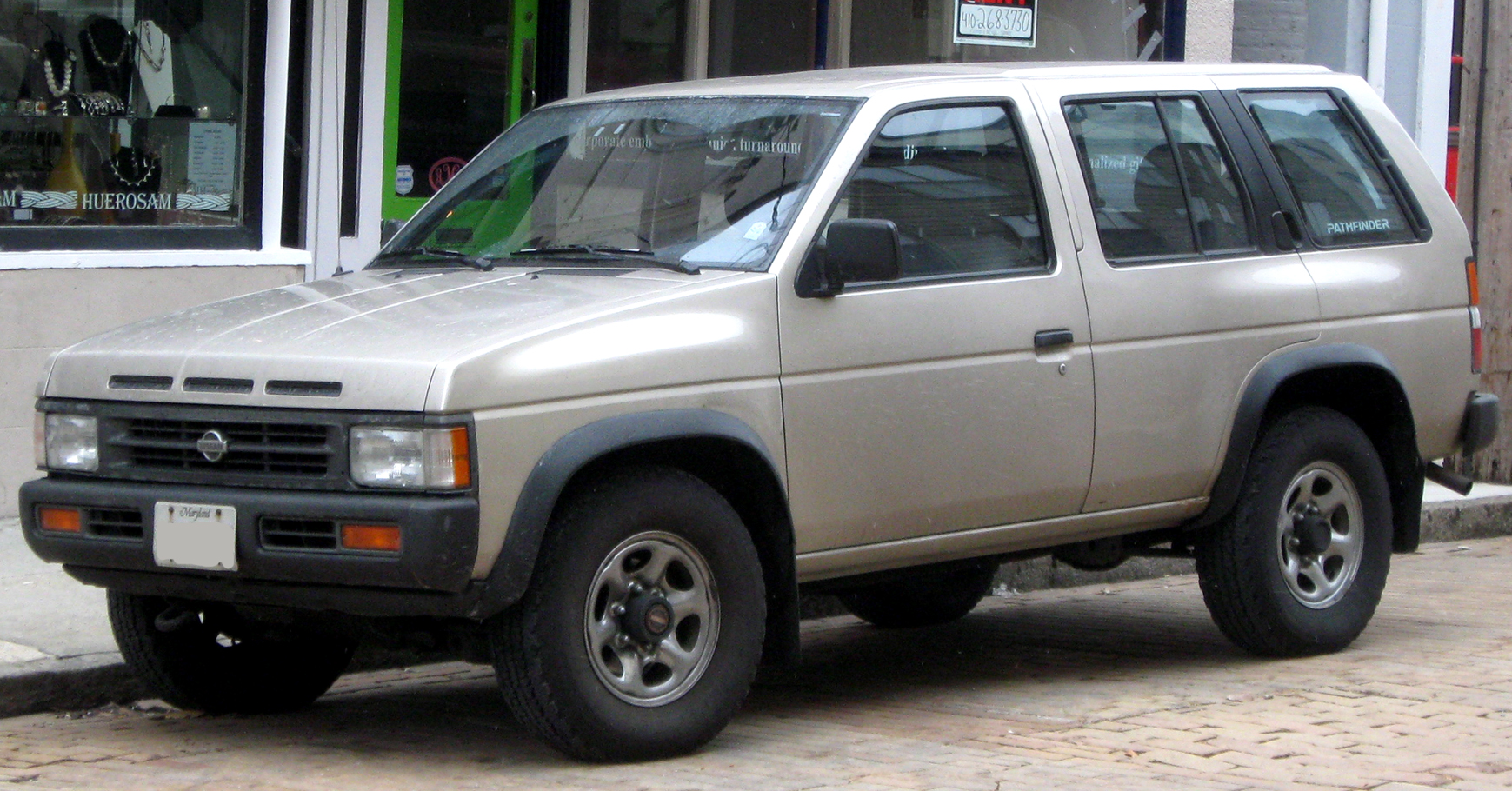
1993-1996 Nissan Pathfinder de 4 puertas.

Cuando se introdujeron las cuatro puertas, Nissan optó por ocultar los tiradores traseros en los marcos de las puertas, creando la sensación óptica de un vehículo de dos puertas, en el que solo son visibles a primera vista los tiradores de las puertas delanteras. Esta disposición de los tiradores traseros "ocultos" también se adoptó en la primera generación del Chevrolet S-10 Blazer. Este particular diseño de los tiradores traseros se ha convertido en tradicional, y aún se utiliza en algunos SUV de Nissan actuales, como el Nissan Armada o el Nissan Xterra.
La versión de 2 puertas estuvo disponible en Canadá hasta 1992. De 1986 a 1989, Nissan disponía de dos modelos de Pathfinder: el Nissan VG30i 3.0 L V6 (145 CV (108 kW), 180 libras pies (244 N·m) de par), y el Nissan Z24 2.4 L I4 (106 CV (79 kW)). En 1990, el motor V6 recibió una actualización, adoptando un sistema de inyección multipunto. Este motor fue conocido como VG30E, y fue evaluado en 153 CV (114 kW) y 180 libras pies (244 N·m) de par. También en 1990, el Z24 fue sustituido por el KA24E. La primera generación se mantuvo hasta 1995. Esta generación también salió con los motores diésel 2,7 L I4, siendo denominada como TD27, con la opción de un turbocompresor para aumentar la potencia.
La primera generación de Pathfinder (WD21) es reconocible por la línea recta rehundida que recorre ambos perfiles laterales del vehículo, la adopción de catalizador de escape, y por tener el piso plano bajo los asientos traseros. Por el contrario, la dirección era un elemento delicado, y en los modelos equipados con cambio automático, el "intercooler" causaba en ocasiones problemas, dando lugar a una costosa reconstrucción o sustitución, hasta el punto de que se recomendaba para climas calurosos la instalación de un "intercooler" secundario en los WD21 Pathfinder con transmisión automática.

### Renovación de 1990
Un cambio de algunos aspectos del vehículo se produjo en 1990, cuando llegó el modelo de 4 puertas. La parrilla delantera se rediseñó, y aumentaron los niveles disponibles tanto del acabado interior como del exterior (con múltiples opciones disponibles). En 1993 se incorporó la tercera luz de freno.
El modelo de 1994 recibió un salpicadero envolvente y nuevos parachoques. A partir de 1993, desaparecido el modelo de 2 puertas en Canadá en 1992, el Pathfinder se vendía solo con 4 puertas.

## Segunda generación - R50 (1996-2004)
La segunda generación del Pathfinder se introdujo en el año 1996, y fue completamente renovada, adoptando un diseño más redondeado. Se introdujeron nuevos motores de 3.3L VG33E, con 170 CV (127 kW) y 196 lb·ft (244 N·m). Estos motores gasolina siguieron siendo utilizados en los modelos japoneses y europeos.

### Renovación de 1999
En el año 1999 se modificó el diseño de la parrilla, conservando la misma plataforma y se le agrega otro motor más: el 3.5L VQ35DE, con 240 CV. Para este año ya no se comercializaba en Japón, aunque seguía disponible en Norteamérica, Sudamérica, Europa y el Oriente Medio.

### Motorizaciones
| Periodo                        | 1998-2000              | 1998-2000                                 | 2001-2004                                 |         |         |         |         |         |
| Identificación del motor       | VG33E                  | VG33E                                     | VQ35DE                                    |         |         |         |         |         |
| Tipo de motor                  | V6 12v                 | V6 12v                                    | V6 24v                                    |         |         |         |         |         |
| Diámetro x carrera             | 91.5 mm × 83.0 mm      | 91.5 mm × 83.0 mm                         | 95.5 mm × 81.4 mm                         |         |         |         |         |         |
| Cilindrada                     | 3274 cm³               | 3274 cm³                                  | 3498 cm³                                  |         |         |         |         |         |
| Relación de compresión         | 8.9: 1                 | 8.9: 1                                    | 10.0: 1                                   |         |         |         |         |         |
| Potencia máxima: CV (kW) @ rpm | 150 CV (110 kW) @ 4800 | 150 CV (110 kW) @ 4800                    | 220 CV (162 kW) @ 6000                    |         |         |         |         |         |
| Par máximo: Nm @ rpm           | 266 Nm @ 2800          | 266 Nm @ 2800                             | 323 Nm @ 3200                             |         |         |         |         |         |
| Tracción                       | Trasera                | Trasera                                   | Trasera                                   | Trasera | Trasera | Trasera | Trasera | Trasera |
| Transmisión                    | Manual, 5 velocidades  | Automática, 4 velocidades (Jatco RE4R01A) | Automática, 4 velocidades (Jatco RE4R01A) |         |         |         |         |         |
| Peso                           | 1890 kg                | 1950 kg                                   | 1950 kg                                   |         |         |         |         |         |
| Aceleración (0-100 km/h)       | 12.0 s                 | 12.0 s                                    | 10.3 s                                    |         |         |         |         |         |
| Velocidad máxima               | 172 km/h               | 166 km/h                                  | 180 km/h                                  |         |         |         |         |         |
| Consumo combinado (L/100 km)   | 13.1                   | 13.9                                      | 13.6                                      |         |         |         |         |         |

## Tercera generación - R51 (2005-2012)
En el "North American International Auto Show" de 2004, Nissan dio a conocer un modelo del Pathfinder completamente rediseñado para el año 2005, basado en el Nissan Navara. En Europa, fue presentado en el Salón de París.
El nuevo R51 Nissan Pathfinder utilizaba la plataforma F-alfa, propulsada por un motor 4,0 L V6 VQ40DE (270 CV (201 kW), 291 libras pies (395 N·m)), o por un motor 2,5 L YD25DDTi (174 CV ( 130 kW), 297 libras pies (403 N·m)) Turbo Diesel.
Hasta 2005, la mayoría de los Pathfinder fueron construidos en Japón, pero este nuevo Pathfinder se destinó a las fábricas de los EE. UU. en Smyrna, Tennessee y en España, cerca de Barcelona. La fábrica de Estados Unidos producía solo los vehículos de gasolina de su propio mercado, y el resto de la producción mundial procede de España.
A finales de 2003, se presentó un SUV de gran tamaño, el Pathfinder Armada. A pesar de que comparten un nombre común, tienen muy pocas similitudes, y utilizan diferentes plataformas. En estos últimos vehículos, el prefijo "Pathfinder" se eliminó en 2005, dejando solo el nombre de "Armada".
El Pathfinder se vendió con la denominación de "Terrano" en muchos mercados fuera de América del Norte. En 2005, cuando se lanzó el nuevo Pathfinder, el nombre se convirtió en internacional, vendiéndose con esta denominación en todo el mundo. Este modelo fue el primero de los Pathfinder en ser vendido en el Reino Unido.

### Renovación de 2008
El Nissan Pathfinder del 2008 fue presentado en el Chicago Auto Show de 2007, y agregó nuevos modelos con un motor V8 5.6L VK56DE de 310 CV, procedente  del Nissan Titan. Sin embargo, esta nueva versión solo afectó a la producción de Estados Unidos, ya que en España se siguió produciendo la versión original para gran parte del mundo.

### Renovación de 2010
En el año 2010, los vehículos producidos en Barcelona, introdujeron una serie de modificaciones, centradas en el frontal y en la parte trasera: nuevo capó, parrilla rediseñada y parachoques delantero más redondeado. También eran nuevas las llantas de aleación y los faros delanteros. En el interior, destacaban los nuevos mandos, tapicerías, instrumentación y detalles cromados. Se incorporó un nuevo botón para el control del sistema de transmisión integral y un limitador de velocidad, pudiendo disponer también de aire acondicionado para las plazas traseras, sistema de navegación en disco duro y cámara de visión trasera y tapicería en cuero.
Se mejoró el motor disponible hasta la fecha, el diésel de cuatro cilindros 2.5 dCi, incrementando en un 11 por ciento su cifra de potencia (pasó de 174 a 190 CV), optimizando el consumo. También llegó un nuevo motor diésel 3.0 V6, desarrollado por la alianza entre Nissan y Renault, de excelente rendimiento mecánico, con 231 CV de potencia. También se podía disponer de un cambio automático secuencial de 7 velocidades.

### Motorizaciones
|                                | Motores de gasolina       | Motores diesel                                             | Motores diesel                                             | Motores diesel                                             | Motores diesel                                             | Motores diesel            | Motores diesel            | Motores diesel            | Motores diesel |
|                                | 4.0                       | 2.5 dCi                                                    | 2.5 dCi                                                    | 2.5 dCi                                                    | 3.0 dCi                                                    |                           |                           |                           |                |
| ------------------------------ | ------------------------- | ---------------------------------------------------------- | ---------------------------------------------------------- | ---------------------------------------------------------- | ---------------------------------------------------------- | ------------------------- | ------------------------- | ------------------------- | -------------- |
| Periodo                        | 2005-2006                 | 2006-2010                                                  | 2005-2006                                                  | 2010-2014                                                  | 2010-2014                                                  |                           |                           |                           |                |
| Identificación del motor       | VQ40DE                    | YD25DDT                                                    | YD25DDT                                                    | YD25DDT                                                    | V9X                                                        |                           |                           |                           |                |
| Tipo de motor                  | V6 24v                    | L4 16v, inyección directa, common-rail, turbo, intercooler | L4 16v, inyección directa, common-rail, turbo, intercooler | L4 16v, inyección directa, common-rail, turbo, intercooler | V6 24v, inyección directa, common-rail, turbo, intercooler |                           |                           |                           |                |
| Diámetro x carrera             | 95.5 mm × 92.0 mm         | 89.0 mm × 100.0 mm                                         | 89.0 mm × 100.0 mm                                         | 89.0 mm × 100.0 mm                                         | 84.0 mm × 90.0 mm                                          |                           |                           |                           |                |
| Cilindrada                     | 3954 cm³                  | 2488 cm³                                                   | 2488 cm³                                                   | 2488 cm³                                                   | 2993 cm³                                                   |                           |                           |                           |                |
| Relación de compresión         | 9.7: 1                    | 16.5: 1                                                    | 16.5: 1                                                    | 15.0: 1                                                    | 16.0: 1                                                    |                           |                           |                           |                |
| Potencia máxima: CV (kW) @ rpm | 269 CV (198 kW) @ 5600    | 171 CV (126 kW) @ 4000                                     | 174 CV (128 kW) @ 4000                                     | 190 CV (140 kW) @ 4000                                     | 231 CV (170 kW) @ 3750                                     |                           |                           |                           |                |
| Par máximo: Nm @ rpm           | 385 Nm @ 4000             | 403 Nm @ 2000                                              | 403 Nm @ 2000                                              | 450 Nm @ 2000                                              | 550 Nm @ 1750                                              |                           |                           |                           |                |
| Tracción                       | Trasera o Total Delantera | Trasera o Total Delantera                                  | Trasera o Total Delantera                                  | Trasera o Total Delantera                                  | Trasera o Total Delantera                                  | Trasera o Total Delantera | Trasera o Total Delantera | Trasera o Total Delantera |                |
| Transmisión                    | Automática, 5 velocidades | Manual, 6 velocidades Automática, 5 velocidades            | Manual, 6 velocidades Automática, 5 velocidades            | Manual, 6 velocidades Automática, 5 velocidades            | Automática, 7 velocidades                                  |                           |                           |                           |                |
| Peso                           | 2160 kg                   | 2171 kg                                                    | 2132 kg                                                    | 2180 kg                                                    | 2210 kg                                                    |                           |                           |                           |                |
| Aceleración (0-100 km/h)       | 8.9 s                     | 11.9 s                                                     | 11.5 s                                                     | 11.0 s                                                     | 8.9 s                                                      |                           |                           |                           |                |
| Velocidad máxima               | 190 km/h                  | 175 km/h                                                   | 175 km/h                                                   | 186 km/h                                                   | 200 km/h                                                   |                           |                           |                           |                |
| Consumo combinado (L/100 km)   | 13.5                      | 9.8                                                        | 9.0                                                        | 8.5                                                        | 9.3                                                        |                           |                           |                           |                |

## Cuarta generación R52 (2013-)

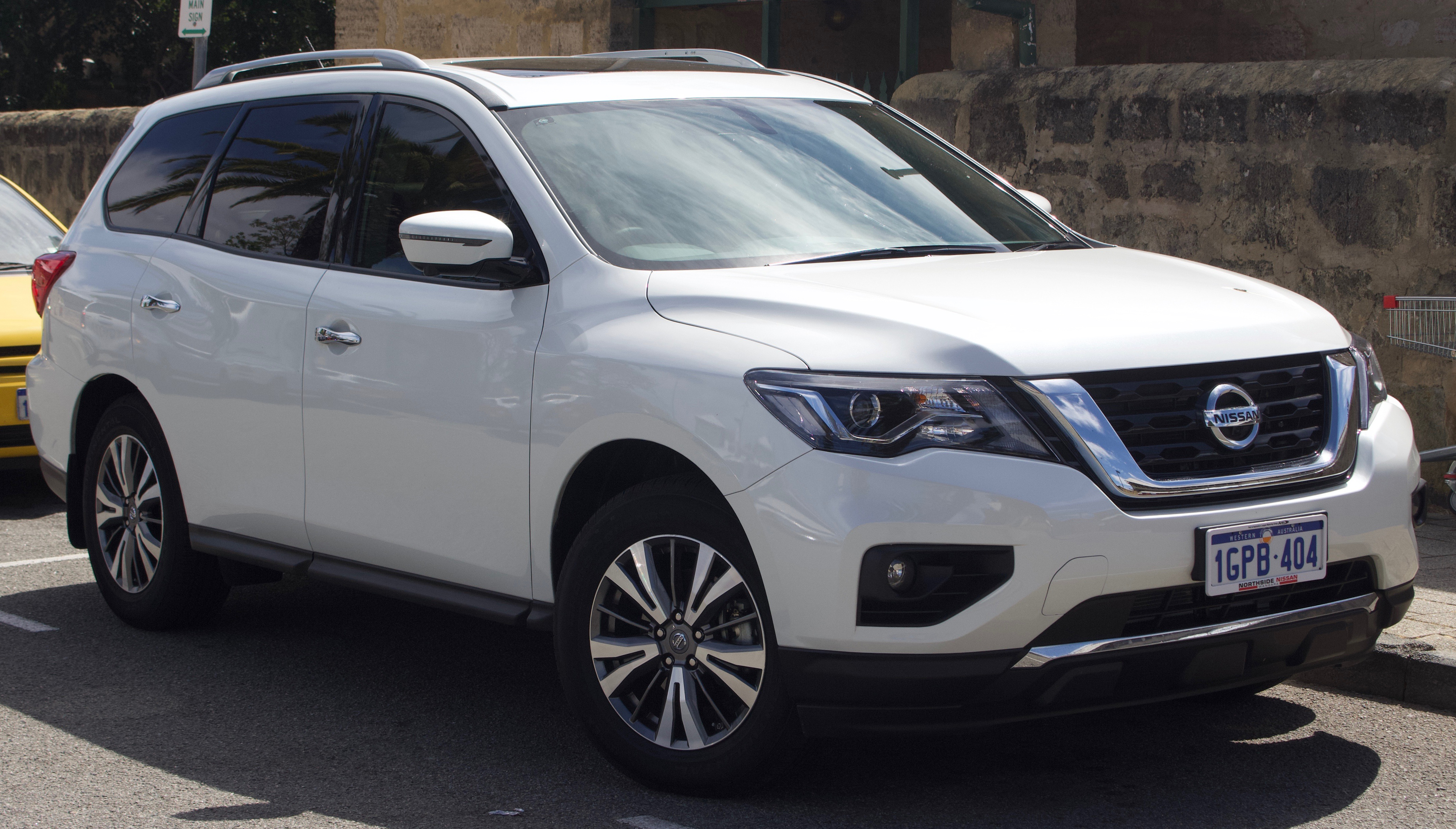
Cuarta generación del Pathfinder.

Durante el Salón del Automóvil de Detroit de 2012 se presentó un rediseño del Pathfinder, cuya comercialización se inició en 2012. Siguiendo la tendencia marcada en los modelos Ford Explorer, Jeep Grand Cherokee, y Dodge Durango, el Pathfinder perdió parte de sus cualidades como vehículo tododerreno, para convertirse en un monovolumen crossover. Se monta sobre la misma plataforma que el Infiniti JX, Altima, Maxima, Murano, y Quest con configuración motor delantero transversal y tracción delantera o a las cuatro ruedas, esto hace que esta generación de la Pathfinder se aleje de su esencia offroad y amplíe su orientación hacia un vehículo multipropósito familiar.